# Son Quartera Vell
Son Quartera Vell és una possessió del terme de Llucmajor, Mallorca, situada a la Marina del municipi, que confronta amb les possessions de ses Teringades i sa Talaia i amb el Torrent d'Alfàbia. En el cadastre de 1702 pertanyia a Margalida Taverner i el 1777 a Joan Salvador Taberner. Les cases estan situades a la vora de la carretera que uneix Llucmajor amb s'Estanyol de Migjorn.

## Construccions
Casa de pagès convertida en agroturisme, però que ha conservat en gran part la seva estructura originària i ha deixat en funcionament algunes de les dependències agropecuàries. La casa forma un bloc integrant l'habitatge humà i les dependències agropecuàries annexes: bovals, pallissa, graner i magatzems. Hi ha un petit pati interior. De forma aïllada, al costat de la casa, hi ha altres dependències agropecuàries: una barraca, un colomer, una portassa, solls i sestadors. Com a instal·lacions hidràuliques destaquen una cisterna i un safareig. L'habitatge humà té dues crugies i dues altures: planta baixa (destinada a la vida domèstica) i porxo (destinat a graner). La façana principal, orientada al sud, presenta una disposició asimètrica de les obertures.